# 占城
占城，是占族人于今越南中部地区建立的古国。根据中国古代史书的记载，占城是占婆第六王朝到第十五王朝的国号，之前的国号是林邑、环王。

## 历史

### 第六王朝

占城國，陳夢雷《古今圖書集成》

875年，占婆的中心北移至因陀罗地区。因陀罗跋摩二世（Indravarman II）在该地区建立了第六王朝，正式采用大乘佛教作为占婆的国教。据唐代人刘恂所著的《岭表录异》记载，唐僖宗乾符四年（877年），“占城国进驯象三头”。在那时起，中国典籍以“占城”称之。随著大乘佛教的国教地位再度被婆罗门教取代，占婆的文化中心从因陀罗补罗迁回到了美山。因陀罗跋摩二世之后，他姐夫的儿子闍耶僧伽跋摩一世即位。

### 第七王朝
槟榔部落訶羅跋摩建立第七王朝，其子因德漫在位时，944年至945年之间，真腊军队侵略了占城的古笪罗。约在950年左右，真腊人掠走了当地婆那加塔的女神雕像。961年，阇耶因陀罗跋摩一世（Jaya Indravaman I，中国史料称之为释利因陀盘）遣使向宋朝朝贡。968年越南丁部领建立丁朝，越南正式从中国独立。979年，占城国王波罗密首罗跋摩一世（Parameshvaravarman I，越南史料称之为篦眉税）率军袭击越南的首都华闾。但在华闾附近遭遇暴风，不得不班师回国。在黎桓篡夺丁朝的皇位之后，率军入侵占城。波罗密首罗跋摩一世阵亡。越南管甲刘继宗逃亡占城，国王因陀罗跋摩四世死后，刘继宗自称国王，被黎桓派养子攻灭。

### 第八王朝
占城人立因陀罗跋摩五世为王，建立第八王朝。约于1000年放弃了首都因陀罗补罗，南迁至毘阇耶。毗阇耶跋摩、诃黎跋摩二世、毗建陀跋摩四世诸王向北宋朝贡，想要联合北宋对抗越南。在1021年至1026年期间，占城遭受到越南的大规模军事打击。1044年，李太宗親征占城。越军在五蒲江击败了占城军队，杀死国王乍斗，第八王朝灭亡。

### 第九王朝
闍耶波羅密首羅跋摩一世建立第九王朝以后，占城开始向越南朝贡。拔陀罗跋摩二世、律陀罗跋摩三世（Rudravarman III，即越南史书中的制炬）兄弟先后继立，并于1065年向越南贡献犀牛。然而在1068年，律陀罗跋摩三世发兵攻打越南，希望夺回被越南占领的因陀罗补罗地区。次年，越南辅国太尉李常杰率军南征，攻破了毘阇耶，并在与真腊交界处俘虏了律陀罗跋摩三世，胁迫律陀罗跋摩三世割让地哩、麻令、布政三州（即为现今越南的广平省及广治省辖地）。随即将律陀罗跋摩三世释放归国，占城大乱，第九王朝灭亡。

### 第十王朝
1074年，诃黎跋摩三世即位，建立，重建了美山寺庙，迎来了短暂的繁荣。次年，宋越熙宁战争爆发，诃黎跋摩三世支持宋朝，“遣蕃兵七千扼交贼要路。”诃黎跋摩三世在位期间开始与真腊发生战争。之后国王波羅摩菩提薩埵每年朝贡越南，但没有和宋朝国交。1104年，诃黎跋摩三世的儿子阇耶因陀罗跋摩二世（Jaya Indravarman II，制麻那）曾在逃亡至占的越南皇子李觉的劝说下北伐越南，试图收复被越南占据的地哩、麻令、布政三州之地，但被李常杰击败。他和他侄子訶黎跋摩四世多次朝贡宋徽宗时的宋朝。

### 第十一王朝
闍耶因陀羅跋摩三世作为第十王朝的养子，建立第十一王朝。他没有跟随真腊入侵越南。1145年，真腊国王苏利耶跋摩二世（Suryavarman II）趁机再度讨伐占城，攻占了毘阇耶，摧毁了美山寺庙。第十一王朝灭亡。

### 第十二王朝
律陀羅跋摩四世在占城南部的宾童龙重建占城国，即第十二王朝。真腊人试图攻占宾童龙，但随即遭到失败。宾童龙国王阇耶诃黎跋摩一世（Jaya Harivarman I）于1147年打败了真腊人，自立为占城国王。阇耶诃黎跋摩一世随后致力于镇压阿摩罗波胝和宾童龙地区的叛乱。其子闍耶訶黎跋摩二世继立。1167年，阇耶因陀罗跋摩四世（Jaya Indravarman IV，即宋史中的邹亚娜）登上占城的王位。
1170年与越南达成和解之后，阇耶因陀罗跋摩四世发兵入侵真腊。1177年，占城的船舰沿湄公河而上，攻破真腊首都耶输陀罗补罗（今吴哥古迹的一部分），杀死真腊国王特里布婆那迭多跋摩，大肆掳掠。真腊王子阇耶跋摩七世即位，1181年將占城军队彻底逐出了真腊。1190年，阇耶因陀罗跋摩四世再度侵犯真腊，真腊击退了占城的进攻，阇耶因陀罗跋摩四世被俘，并被押往真腊的首都吴哥。
在征服占城之后，阇耶跋摩七世指定其妹夫因王子即位，称苏利耶阇耶跋摩，作为占城的傀儡国王，建立佛逝国。占城投降真腊的将军苏利耶跋摩于建立宾童龙即位，建立宾童龙国。占城人闍耶因陀羅跋摩五世取代苏利耶阇耶跋摩，并与宾童龙国发生内战。苏利耶跋摩于1191年统一了占城，宣布占城脱离真腊独立。阇耶跋摩七世多次发兵讨伐占城，最终在1203年再次占领占城，将占城直接并入真腊。1220年，闍耶訶黎跋摩二世的儿子阇耶波罗密首罗跋摩二世（Jaya Paramesvaravarman II）击败真腊，恢复了占城国。其后真腊和暹罗对立，与占城的关系缓解。阇耶波罗密首罗跋摩二世的弟弟闍耶因陀羅跋摩六世被外甥因陀罗跋摩六世杀害。
1282年，占城国王因陀罗跋摩六世遣使赴元朝朝贡，元朝皇帝忽必烈因此设置“荆湖占城行中书省”，以畏兀儿人阿里海牙为该行省的平章政事，將占城名义上置于管辖元朝之下。同年元朝以出使暹罗的元朝人被因陀罗跋摩六世的王子阇耶僧伽跋摩（Jayasimhavarman III，《元史》作补的，《大越史记全书》作制旻）扣留的名义，命阿里海牙攻打占城。因陀罗跋摩六世（《元史》作孛由补剌者吾）逃奔山中，遣使求和。元朝同意了占城的求和，撤离占城。占城在元朝撤军后杀死了元朝赴暹罗的使者，元朝再度出兵占城，借道于越南，被越南太上皇陈圣宗拒绝，元越战争爆发。越南皇帝陈英宗于1306年将自己的妹妹玄珍公主嫁给了阇耶僧伽跋摩三世，试图以婚姻关系联合占城牵制元朝。作为聘礼，阇耶僧伽跋摩三世将乌、里二州（今广平省、广治省及承天顺化省）划归越南管辖。越南陈朝将此二州更名为顺州和化州。这就是现在“顺化”地名的由来。
阇耶僧伽跋摩三世病逝后，陈英宗没有让玄珍公主遵照婆罗门教习俗投火殉死，派陈克终将玄珍公主迎回了越南。占城新王阇耶僧伽跋摩四世（Jayasimhavarman IV，制至）因此多次发兵北伐越南，试图夺回乌、里二州。但1312年被越南打败，阇耶僧伽跋摩四世被俘。陈英宗立制能为傀儡国王，此后，占城无异于越南的一个省。越南又于1318年击败反叛的制能，第十二王朝终于灭亡。

### 第十三王朝
越南改立制阿难为傀儡国王，但制阿难联络元朝抵制越南。他的女婿茶和布底在他死后篡夺了王位。阿答阿者（《大越史记全书》作制蓬峩）约于1360年左右登上了占城的王位。他乘越南陈朝衰弱之时不断对外用兵，试图收复所有被越南侵占的占城土地。1377年年初，制蓬峩诱敌深入，在尸耐港大败越军，击毙陈睿宗。随后乘胜北伐，三次攻陷昇龙。1390年，制蓬峩在海潮江（在今越南太平省与兴安省境内）附近水域探查越军情况时遇伏击身亡。

### 第十四王朝
制蓬峩的部将罗皑（阁胜）建立第十四王朝，亦是占城最后一次强盛的时期，多次发兵骚扰越占边境，越军无法防御。1402年，越南在太上皇胡季犛的指挥下，攻陷了占城首都。占城国王阇耶僧伽跋摩五世（Jayasimhavarman V，占巴的赖）遣使多次向明朝求救。1407年，明成祖遣朱能、张辅讨伐越南胡朝。阇耶僧伽跋摩五世也率占军北伐，夺回了被越南所侵占的土地。越南已被明朝所灭，阇耶僧伽跋摩五世转而攻打西邻真腊，占城和暹罗的进攻最终导致了真腊首都吴哥的废弃。
越南人黎利于1428年建立后黎朝，脱离明朝统治重新独立，开始对占城的军事报复。1446年，后黎朝大臣郑可率军伐占，攻陷毘阇耶，俘其王麦阇毘阇耶（Maija Vijaya，摩诃贲该）而归。明英宗要求越南释放占城国王。次年，占城王族摩诃贵来驱逐了越南人，夺回了毘阇耶。摩诃贵来被弟弟摩诃贵由废黜，摩诃贵由是第十四王朝最后一王。

### 第十五王朝
摩诃贵由被摩訶槃羅悅弑杀，摩訶槃羅悅建立第十五王朝。1470年，越南黎圣宗亲自率军攻打占城。占城国王槃罗茶全（Pau Kubah）向真腊求救，真腊不发兵救援。越军三月初一攻破阇槃（毘阇耶），俘虏槃罗茶全及其臣民三万馀人。四月槃罗茶全病死军中，黎圣宗将其斩首号令船头，焚毁其尸体投弃于江中。此后，毘阇耶被越南占领。槃罗茶全之弟槃罗茶悦逃入山中继续抗越，被越南攻灭。越南人立占城王族斋亚麻弗菴于宾童龙为傀儡国王，建立宾童龙占城国。占城的大部分领土并入越南的版图。

## 外部連結
[在维基数据编辑]
 《欽定古今圖書集成·方輿彙編·邊裔典·占城部》，出自陈梦雷《古今圖書集成》
 《舊五代史·卷138》，出自薛居正《舊五代史》
 《新五代史·卷74》，出自歐陽修《新五代史》
 《宋史/卷489》，出自脱脱《宋史》
 《元史/卷210》，出自宋濂《元史》
 《明史卷三百二十四》，出自《明史》
 《新元史/卷253》，出自柯劭忞《新元史》